# 第二丁卯
第二丁卯（だいにていぼう、旧仮名：だいにていばう）は日本海軍の軍艦。元は長州藩の発注した三檣スクーナー型木造汽船。
丁卯は十干十二支のひとつで、幕末では慶応3年（1867年）に当たる。この年にイギリスで建造された長州藩の軍艦が後の「第一丁卯」と「第二丁卯」となる。長州藩では建造年で命名する決まりがあったため、第一と第二を付加して区別したと思われる。

## 艦型
第一丁卯は姉妹艦。機関は同一であるが、1874年（明治7年）の『公文類纂』によると船体寸法に差違がある。多くの文献で船体寸法は第一丁卯と同一としており、主なその値は以下の通り。
- 『日本近世造船史 明治時代』：長さ126 ft (38.40 m)、幅21 ft (6.40 m)、吃水7 ft 7 in (2.31 m)（第一丁卯の吃水は空欄）[3]。
- 『日本海軍艦船名考』(1928)：長さ126尺 (38.18m)、幅21尺 (6.36m)[12]。
- 『日本海軍史』第7巻：長さ39.4m、幅6.6m、吃水2.4m[15]。

排水量は第一丁卯と同一で125トンとする文献が多い。『幕末の蒸気船物語』によると、船体寸法に対して明らかに小さいという。兵装については砲8門としている文献が多い。

## 艦歴
長州藩は1866年にグラバーと「第二丙寅丸」を15万ドルで売却して砲艦2隻（「第一丁卯」、「第二丁卯」）を計25万ドル（ここから2万ドル値引きさせたという）で建造する契約を結んだ。
建造時の仮称は「アソンタ 」(ASONTA) と称し、イギリス・ロンドンで建造、慶応4年5月（1868年6月から7月）に長州藩が購入、「第二丁卯丸」と命名された。
明治3年4月9日（1870年5月9日）に政府に献納、5月8日（6月6日）に品川沖で受領した。これにより兵部省所管となり艦名は「第二丁卯（艦）」とされた。7月（8月頃）に普仏戦争が勃発し、中立を守るために各港に小艦隊が派遣されたが、「第二丁卯」と「千代田形」は品川に留まり、同地の警備を行った。明治4年3月7日（1871年4月26日）に警備は解かれた。5月（6月から7月）、「日進」「東」「乾行「第二丁卯」「龍驤」「富士山」「第一丁卯」で小艦隊を編制する。真木長義中佐が「日進」「甲鉄」「乾行」「第二丁卯」の4艦の指揮をとった。11月15日（12月26日）に六等艦と定められた。
明治5年2月（1872年3月前後）から翌年1月まで測量任務に従事している。3月10日（4月17日）、「第二丁卯」は測量艦に指定された。4月14日（5月20日）、西海巡幸のための測量と回航が命令され、4月24日に品川を出港した。5月18日（6月23日）時点で中艦隊は「日進」「孟春」「龍驤」「第一丁卯」「第二丁卯」「雲揚」「春日」「筑波」「鳳翔」の9隻で編制されていた。7月1日（8月4日）、「第二丁卯」は巡幸の警備から除かれ長崎に滞在し、西海の測量を命ぜられた。
1873年（明治6年）1月12日、「第二丁卯」は測量艦を止め、艦隊に再編入された。3月7日、艦隊から除かれ、主船寮所轄となり、以後修理が行われた。
1874年（明治7年）4月4日、第二丁卯は艦隊に編入された。6月30日時点で中艦隊は「雲揚」「日進」「春日」「龍驤」「東」「鳳翔」「第二丁卯」で編制されていた。9月18日、「第二丁卯」は艦隊に編入された。
1875年（明治8年）4月13日、「第二丁卯」は艦隊から除かれ、測量艦に定められ、水路寮所轄となった。5月4日、「第二丁卯」と「雲揚」は対馬、朝鮮の海路研究のために同地派遣とされ、「第二丁卯」は5月16日に長崎を出港した。
同年の江華島事件発生の際には、「雲揚」や「春日」などと共に釜山沖に派遣されていた。江華島での直接の交戦には参加していない。10月18日、「孟春」と「第二丁卯」は中牟田倉之助少将を指揮官として、居留民保護のために釜山回航が命令され、11月13日に「第二丁卯」は長崎港を出港した。12月22日、朝鮮から長崎港に帰着した。
なお10月28日、日本周辺を東部と西部に分け、東部指揮官は中牟田倉之助少将、西部指揮官は伊東祐麿少将が任命され、「日進」「春日」「浅間」「第二丁卯」「孟春」「千代田形」「肇敏丸」「快風丸」は西部指揮官所轄となった。
1876年（明治9年）2月9日、測量艦「第二丁卯」は常備艦とされ、2月18日に朝鮮測量のため長崎を出港した。5月28日、品川に帰着した。
1877年（明治10年）に起きた西南戦争では2月16日、「第二丁卯」に神戸回航が命令され、18日に品川を出港した。その後、下関の警備に従事、また日奈久攻略に参加した。12月8日から横浜港に碇泊していた。
1878年（明治11年）6月19日、横浜港を出港し、帆走訓練やその他の訓練を行い東京湾各地に回航した。天覧に供する為に7月7日、横浜に帰港した。8月14日、修理のために横須賀に回航され、16日横浜に戻った。10月18日、品川に回航され、同地で各種訓練や砲撃演習を行った。12月18日、横浜に移動し、18日・19日は宮津沖で艦隊訓練を行った。
1879年（明治12年）5月3日、横浜港から横須賀湾に回航され、同地で水雷試験と修理を行い、5月29日に横浜港へ回航された。6月3日、横浜港を出港、天候不良のために同日下田港に避泊、9月7日に下田を出港し、9日に兵庫港に入港した。6月11日、兵庫発。6月13日、下関港着、6月16日、下関を出港、6月17日に釜山浦に到着した。7月31日、（食糧購入のために）対馬西泊湾に回航、8月4日に釜山浦へ戻った。9月16日、釜山浦発。翌日に長崎港に入港し、同地で定用品を購入した。10月9日、長崎を発し、各地に寄港し10月17日に兵庫港へ入港した。10月22日、兵庫を発し、途中紀州二木島、天候不良で網代港に寄港し、10月28日に横浜港に帰港した。
1880年（明治13年）6月14日、横須賀港に回航され、同地で錨を交換し、翌日に横浜港へ戻った。6月16日、横浜発、故「清輝」艦長葬送があり同艦乗員を運送のために横須賀に寄り、同日品川に到着した。6月18日、品川を発し、横浜に戻った。10月12日に横浜を出港、横須賀港に回航し艦の点検を行った。10月15日、横浜に回航。その後、帆走訓練のために横浜を出港し、10月18日に浦賀着、翌日に館山湾に回航した。10月27日、館山湾を出港し下田港に入港。11月5日、下田から網代に回航。その後、真鶴島へ向かい、横浜に帰港した。
1881年（明治14年）3月28日から4月6日まで横須賀造船所で修理を行った。4月18日、横濱港を出港し、帆走で観音崎沖まで航走し同地で自差習性、同日館山湾に入港した。5月16日、館山湾を出港し、横浜港に帰港した。6月29日、修理カ所の検査のため横須賀へ回航。7月22日から1882年（明治15年）4月5日まで横須賀造船所で修理を行った。また9月6日から横須賀造船所で修理を行った。
1882年(明治15年)10月12日「扶桑」「金剛」「比叡」「龍驤」「日進」「清輝」「天城」「磐城」「孟春」「第二丁卯」「筑波」の11隻で中艦隊が再度編成された。
1883年（明治16年）3月2日に修理完成。6月7日、浦賀を出港し、中国・九州沿岸に向かった。6月9日、兵庫港着。6月15日、小豆島に回航した。6月16日、小豆島を発し、岡山湾の略測を行い同日小串に到着した。6月27日、小串を発し、尾道、門司、唐津、伊万里、田助を経由し、7月10日に大村湾に到着、同地の略測を行った。7月17日、大村湾発、時津、大村、大串、顎の浦、佐世保を経由し、8月2日長崎港に入港した。9月5日長崎発、鹿児島、袴腰、鹿児島（再訪）、門司、兵庫を経由し、10月10日に立江へ到着した。四国沿岸航海のために10月14日に立江発、鹿島、須崎、宇和島、佐賀関、三カ浜、厳島、広島、小根島、井ノ浦、小豆島、兵庫、鳥羽を経由して、11月12日品川に帰着した。
明治天皇の福岡行幸の護衛艦として横須賀港から神戸港に回航中、1885年（明治18年）4月3日に三重県安乗崎で座礁、破壊された。
同日付で「第二丁卯」は中艦隊から除かれた。

## 艦長
※『日本海軍史』第9巻・第10巻の「将官履歴」及び『官報』に基づく。
- 植木忠一：明治3年（1870年）8月[46] -
- 植木忠一大尉：明治4年（1871年）5月23日[21] -
- 増田広豊大尉:明治5年（1872年）4月15日[23] -  同6月29日[47]
- （艦長代）中村雄飛大尉: 明治5年（1872年）7月1日[24] - 1873年1月12日[25]
- 山崎景則少佐：1873年1月12日[25] - 1873年3月3日[26]
- 増田広豊大尉：1873年11月8日[48] - 1874年2月25日[49]
- 浅羽幸勝大尉：1874年2月25日[49] -
- 松村安種少佐：1874年9月5日[28] -
- 笠間広盾大尉：1875年1月28日[50] -
- 青木住真大尉：1875年4月14日[29] -
- 杉盛道少佐：1878年11月25日 - 1883年3月2日
- 東郷平八郎少佐：1883年3月12日 - 1884年5月15日
- 池辺尚能大尉：1884年5月19日 - 9月4日
- 松岡方祇少佐：1884年9月4日 -